# Investidura presidencial de Franklin D. Roosevelt en 1937

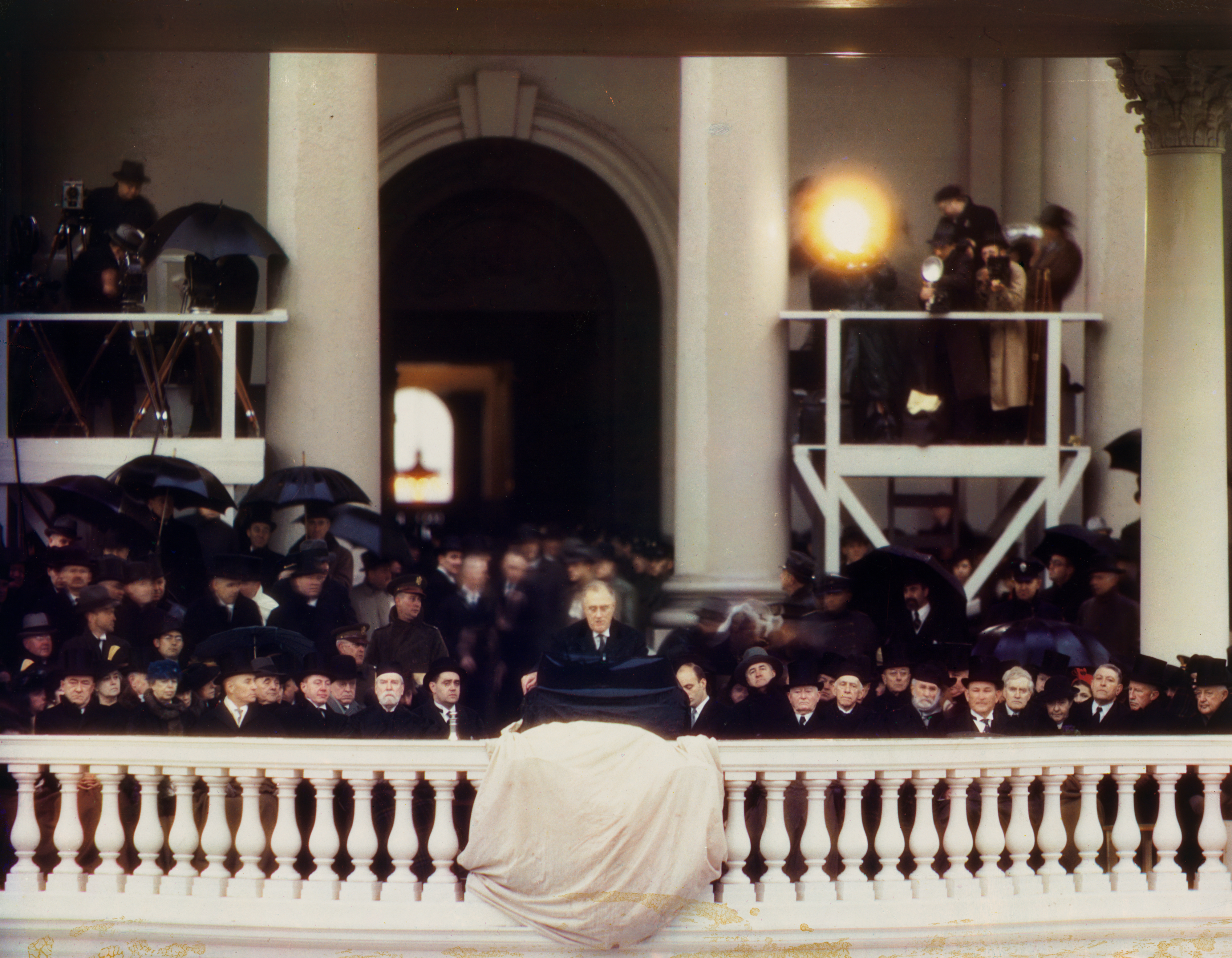
Investidura presidencial de Franklin D. Roosevelt en 1937.

La investidura presidencial de Franklin D. Roosevelt en 1937, fue segunda como presidente de los Estados Unidos y John N. Garner como su Vicepresidente fue la primera que tendrá lugar el 20 de enero como por la 20 ª Enmienda de la constitución de los Estados Unidos.